# São Paulo do Potengi
São Paulo do Potengi là một đô thị thuộc bang Rio Grande do Norte, Brasil. Đô thị này có diện tích 240,435 km², dân số năm 2007 là 15368 người, mật độ 63,9 người/km².